# Der Held von Burma
Der Held von Burma ist ein US-amerikanischer Kriegsfilm, inszeniert im Jahr 1945 von Raoul Walsh. Das Drehbuch basiert auf einer Erzählung von Alvah Bessie. In Deutschland wurde der Film erstmals am 18. Juli 1952 in einer um mehr als einer Dreiviertelstunde gekürzten Fassung in den Kinos gezeigt.

## Handlung
Um im Zweiten Weltkrieg Burma von der japanischen Besetzung zu befreien, muss zuerst eine versteckte japanische Radarstation zerstört werden. Das Kommando wird von Captain Nelson und Lieutenant Jacobs geleitet, die von zwei Gurkhas unterstützt werden. Der Auftrag lautet: Fallschirmabsprung, Zerstörung der Radaranlage und Rückzug durch den Dschungel zu einem Landeplatz. Der Kriegsberichterstatter Williams soll die Truppe begleiten, obwohl die Männer glauben, dass Williams Alter sie am schnellen Fortkommen hindern werde.

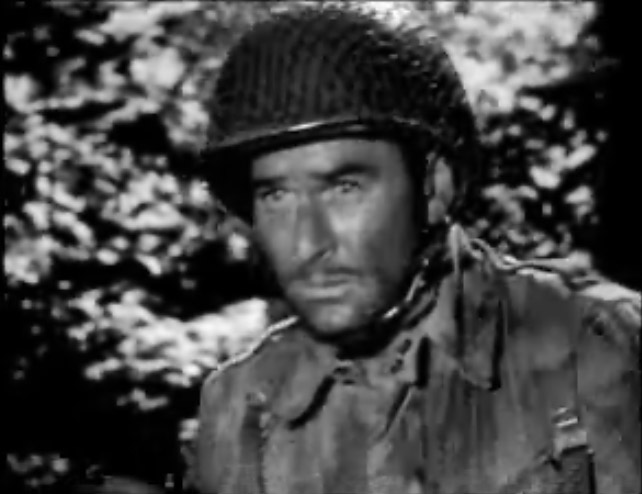
Errol Flynn als Captain Nelson

Früh am nächsten Morgen springt der Trupp ab und landet im Dschungel. Sie finden die Radarstation und zerstören sie. Eine japanische Patrouille verhindert, dass das Flugzeug, das die Männer aufnehmen soll, landen kann. Über Funk wird vereinbart, dass der Trupp zwei Tage später an einem anderen Landeplatz aufgenommen werden soll. Die Truppe wird in zwei Gruppen aufgeteilt. Eine leitet Nelson, die andere Jacobs. Nelsons Gruppe erreicht den Landeplatz, ein Flugzeug wirft Nachschub ab mit der Nachricht, dass alle anderen Plätze in der Umgegend unter japanischer Kontrolle stehen. Die Truppe soll durch den Dschungel zur Grenze nach Indien ziehen.
Als Nelsons Gruppe sich zurückziehen will, stoßen zwei schwerverwundete Männer aus Jacobs Gruppe zu ihnen. Sie informieren die anderen darüber, dass Jacobs Gruppe angegriffen und gefangen genommen wurde. Nelsons Männer machen sich auf den Weg und erreichen ein burmesisches Dorf. Dort finden sie die verstümmelten Leichen ihrer Kameraden. Jacobs lebt, leidet aber unter den Schmerzen der Folterungen, die er erlitten hat. Er bittet Nelson, ihn mit einer Kugel zu erlösen, doch er stirbt, bevor Nelson etwas unternehmen kann. Die verbliebene Gruppe wird von den Japanern angegriffen. Der Angriff kann unter starken Verlusten abgewehrt werden. Die Überlebenden ziehen zum nächsten Ort, wo Vorräte abgeworfen werden.
Nelson erhält am Abwurfort den Befehl, zu einem bestimmten Ort mitten im Dschungel zurückzukehren. Bei einem japanischen Angriff aus dem Hinterhalt wird das Funkgerät zerstört. Die Gruppe schafft es, den Ort zu erreichen. Die Männer graben sich ein und warten ab. Während der Nacht stirbt Williams vor Erschöpfung. Die Männer sichten ein amerikanisches Flugzeug, welches Nelson mit einem Spiegel auf sich aufmerksam machen kann. Aus dem Flugzeug werden weitere Vorräte abgeworfen. In der folgenden Nacht greifen die Japaner an. Nelson und weitere zehn seiner Männer halten bis zum Morgen stand und können von einem anderen Flugzeug zurück in ihr Lager gebracht werden.

## Kritiken
„Kampf als Abenteuer in einem spannend inszenierten, atmosphärisch dichten Actionfilm, der zu seiner Zeit die Engländer verärgerte, weil der Anteil britischer Truppen am militärischen Erfolg in Burma nicht erwähnt wird. Zwar ist der Film nicht frei von Tendenz, den Krieg als einen Heidenspaß zu verzeichnen, er beeindruckt aber zugleich in einigen sehr menschlichen Szenen.“

## Auszeichnungen
Oscarverleihung 1946
- Nominierung in der Kategorie Beste Originalgeschichte für Alvah Bessie
- Nominierung in der Kategorie Beste Filmmusik für Franz Waxman
- Nominierung in der Kategorie Bester Schnitt für George Amy

## Hintergrund
Die Dreharbeiten dieses Films von Warner Bros. fanden zwischen Mai und August 1944 in Kalifornien statt, so dass Uniformen, Waffen und Ausrüstung Originalstücke waren, die zu der Zeit im Gebrauch waren.
Der Film führte, wie im Kapitel „Kritik“ angeschnitten, zu Problemen zwischen den USA und Großbritannien. Die Befreiung Burmas war in erster Linie eine britisch-australische Operation. Da im Film keine britischen Soldaten vorkamen, fühlten sich besonders britische Kriegsveteranen in ihrer Ehre verletzt, zumal einer der beiden militärischen Berater des Films Major M. H. Whyte vom 8. Bataillon der britischen Kolonialarmee in Indien, den sogenannten Burma Rifles, war. Der andere Berater war Major Charles S. Galbraith von den US Army Parachute Troops. Der britische Premierminister Winston Churchill war so erbost, dass der Film in Großbritannien erst 1952 in die Kinos kam. Für Irritationen sorgte auch der Umstand, dass der gebürtige Australier Errol Flynn den amerikanischen Helden spielte, obwohl er – anders als viele seiner bekannten Kollegen – keinen Kriegsdienst absolviert hatte und in Hollywood blieb.
William Prince stand zum vierten Mal vor einer Kamera. Co-Autor Ranald MacDougall arbeitete das erste Mal als Drehbuchautor. 1971 bis 1973 war er der Präsident der Writers Guild of America. Kollege Lester Cole war 1933 Gründungsmitglied der Vorläuferorganisation Screen Writers Guild und von 1944 bis 1945 deren Präsident. Er wurde später als unamerikanischer Kommunist bezeichnet und wurde Mitglied der Hollywood Ten. Der geborene Schlesier Franz Waxman erhielt für diesen Film die sechste seiner zwölf Oscar-Nominierungen (1951 und 1952 konnte er den Oscar gewinnen). Musikalischer Direktor war der oscarprämierte Leo F. Forbstein.
Raoul Walsh verfilmte die Geschichte 1951 im Westernformat neu unter dem Titel Die Teufelsbrigade mit Gary Cooper.
Die deutsche Plattenfirma Naxos brachte 2007 den Soundtrack von Franz Waxman auf CD heraus.